# Olli Olé
Olli Olé (eigentlich Oliver Ringleb; * 8. Februar 1975 in Essen) ist ein deutscher Sänger und Entertainer.

## Leben
Olli Olé gehört seit 2009 zum Nachwuchs der deutschen Party- und Schlagermusik. Er hat zahlreiche Auftritte in Deutschland, insbesondere Mallorcapartys, Karnevalspartys, Oktoberfeste und Schützenfeste.
Zu seinen Markenzeichen gehören das schüttere Haar sowie Outfit-technisch die rote Hose und das gelbe T-Shirt (analog zu den spanischen Farben).
Zu seinen Fernsehauftritten gehören bislang Berichte bei „Guten Abend RTL“ (RTL West), „taff“ (ProSieben), das Showkonzept „Wahr oder Was“ (ZDFneo) und „mieten, kaufen, wohnen“ (VOX).
Olli Olés Lieder gehören in den Bereich der Partymusik. Er textet und komponiert seine Songs hauptsächlich selbst. Bei seinem Song „Wenn wir schaun, schaun, schaun“ verwendete er die Melodie eines alten und bekannten österreichischen Volksliedes. Auch bei seinem Song für das Jahr 2014 „Wo sind die geilen Weiber“ griff er auf das bekannte Lied „Im Wald da sind die Räuber“ zurück.

## Diskografie

### Singles
- Mach ma lecker einen fertig (2009)
- Voll wie ne Eule (2010)
- Nackt seh ich noch besser aus (2011)
- Wenn wir schaun, schaun, schaun (Après-Ski-Version) (2011)
- Wenn wir schaun, schaun, schaun (Mallorca-Version) (2012)
- Alarm in der Hütte (2012)
- Zähne putzen, Pipi machen, ab ins Bett (2013)
- Wo sind die geilen Weiber (2014)
- Hoch die Hände Wochenende (2015)